# 马书学
马书学，中华人民共和国政治人物、外交官。
1997年，担任首位中华人民共和国驻巴哈马大使。2001年，由吴长胜接任，其接替杨智宽，担任中华人民共和国驻基里巴斯大使。2003年12月，因中华人民共和国与基里巴斯断交，马书学离任。